# Honda Accord
Der Honda Accord ist ein PKW des japanischen Automobilherstellers Honda, der seit Frühjahr 1976 hergestellt wird. Der Accord öffnete für Honda neue Märkte in der Mittelklasse und etablierte die Marke endgültig als Automobilhersteller.
Der Namenswahl Accord lag die Intention zugrunde, das Verhältnis von Mensch, Gesellschaft und Automobil in eine harmonische „Übereinstimmung“ (= engl. accord) zu bringen. In Japan nutzte Honda den Accord, um mit luxuriös ausgestatteten Varianten in den Markt der Oberklasse vorzudringen. Im Laufe der Zeit erschienen Variationen des Accord auch unter den Namen Honda Vigor, Honda Ascot, Honda Rafaga, Honda Torneo (alle nur in Japan) und Honda Spirior (China).
Bis einschließlich der vierten Generation wurden in Europa, Japan und Nordamerika das baugleiche Fahrzeug als Accord verkauft. Mit der fünften Generation wurde diese Entwicklung getrennt. Seit der siebten Generation wird auch für den japanischen Markt die kleinere, in Europa angebotene Version verwendet, so dass der Accord in diesen beiden Absatzgebieten heute als Mittelklassefahrzeug gilt, in Nordamerika unter dem gleichen Namen aber ein nur begrenzt verwandtes größeres Modell verkauft wird (Honda Inspire). Der Acura TSX wiederum basierte auf der europäischen Version des Accord.
Nimmt man alle unter dem Namen Accord angebotenen Modelle zusammen, dann sind seit 1976 rund 17,5 Millionen Autos verkauft worden. Der Honda Accord belegte damit in der Rangliste der bis zum Jahr 2011 am häufigsten verkauften Autos den siebten Platz.
Im Sommer 2015 stellte Honda die Produktion des Accord für den europäischen Markt ersatzlos ein. Auf den anderen Märkten kam 2017 die 10. Generation auf den Markt. Seit 2023 wird die 11. Generation verkauft.

## Generationen

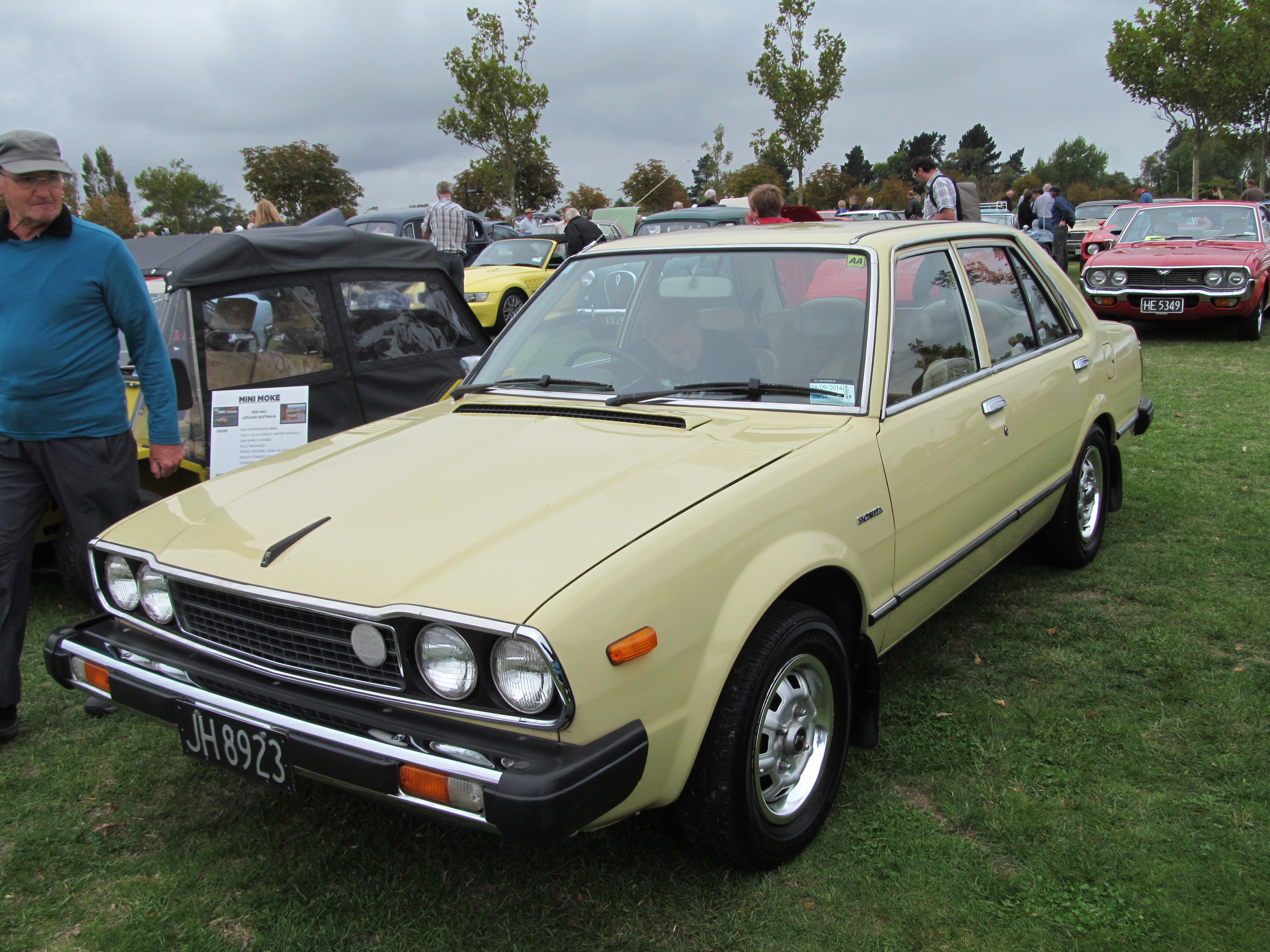
1. Generation (1976–1981)
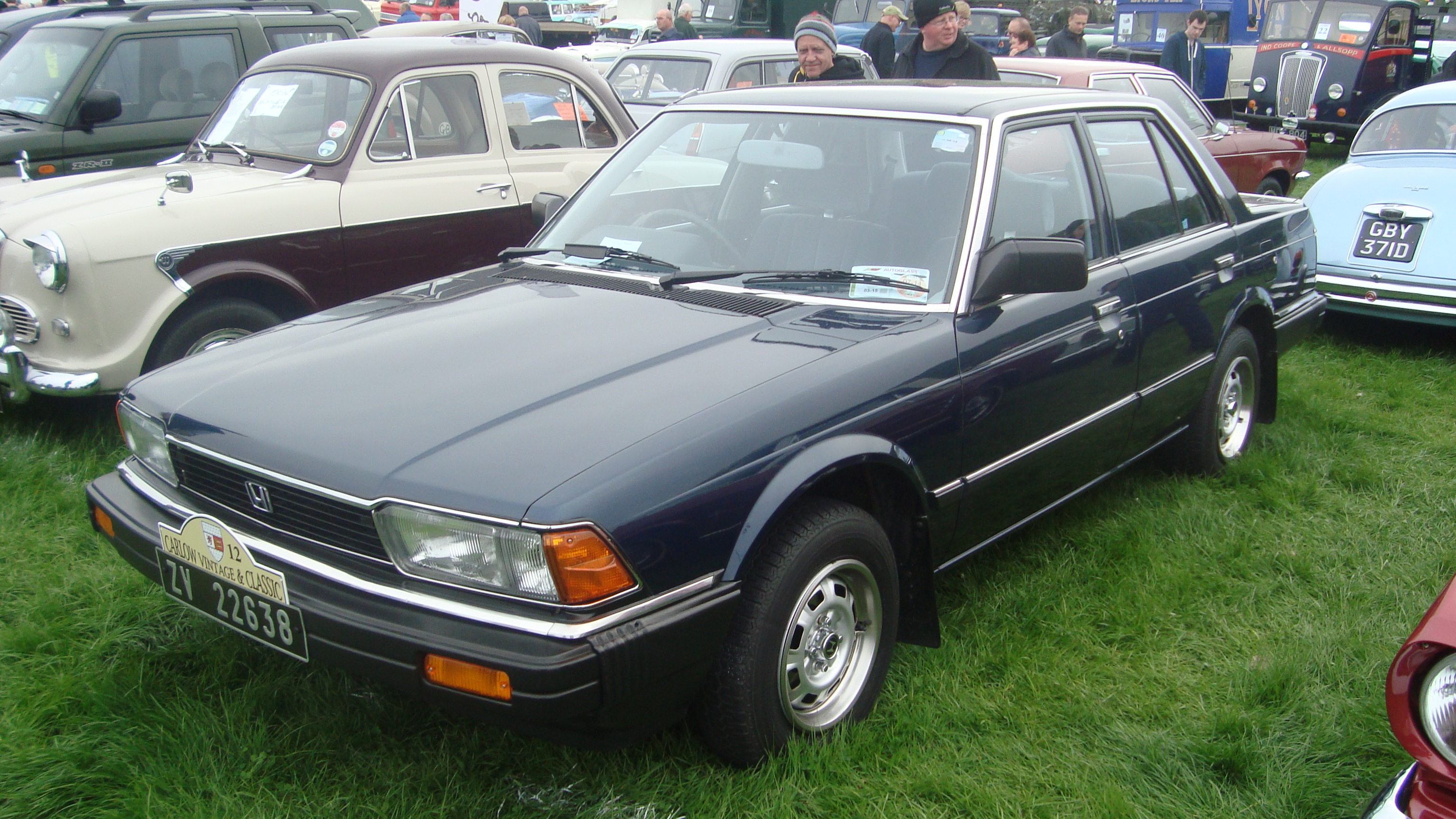
2. Generation (1981–1985)
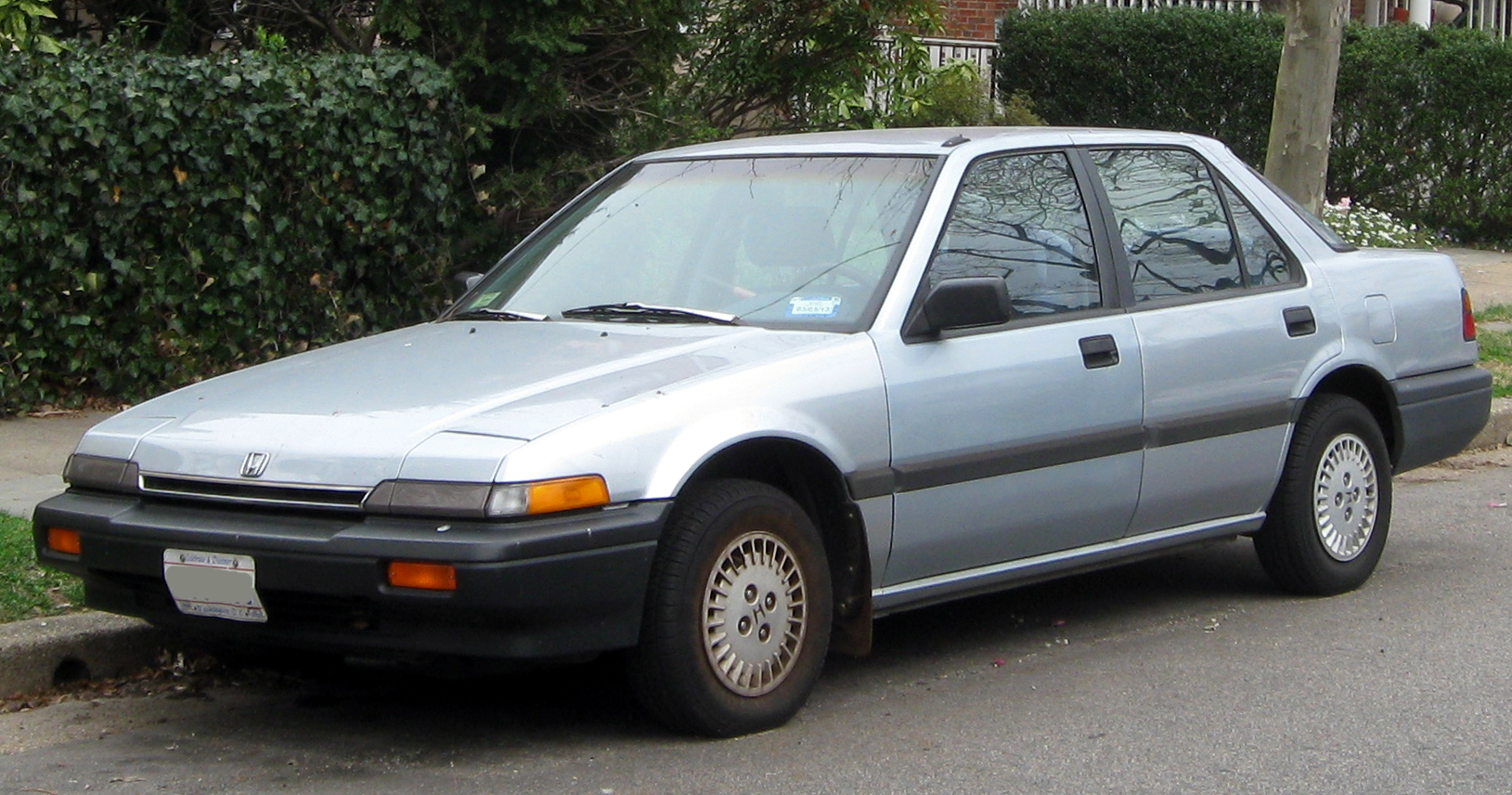
3. Generation (1985–1989)
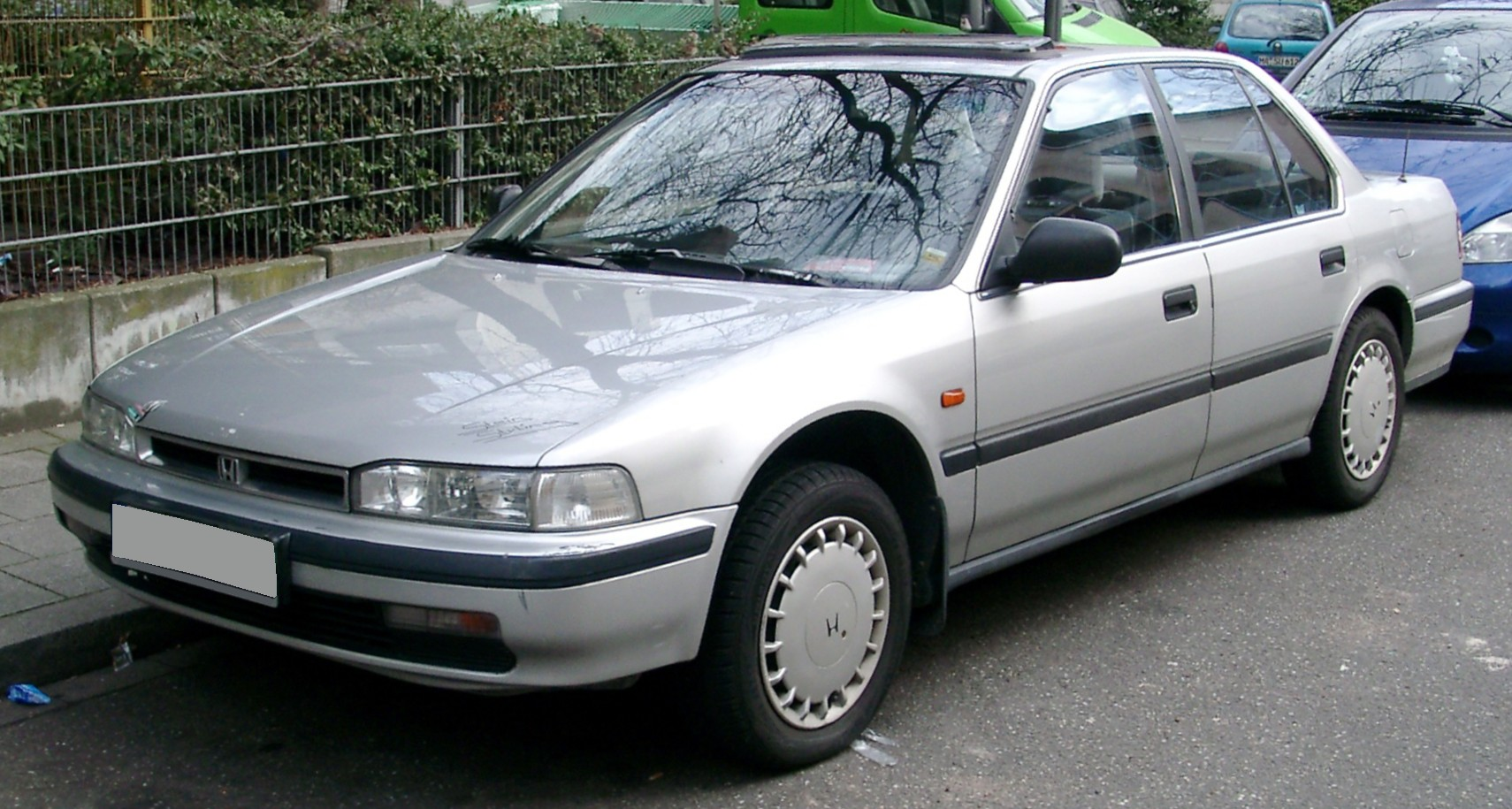
4. Generation (1989–1993)
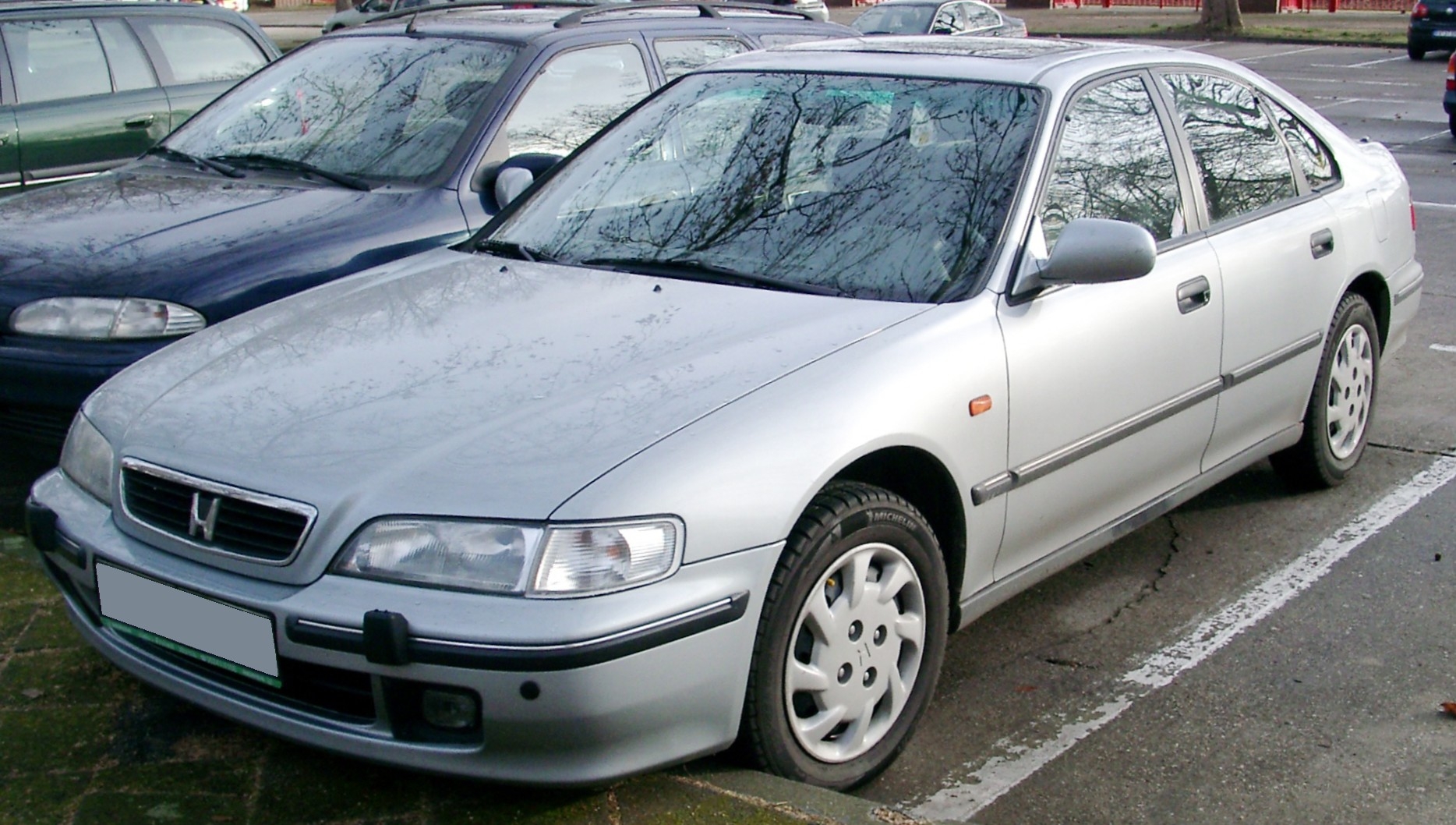
5. Generation (1993–1998)
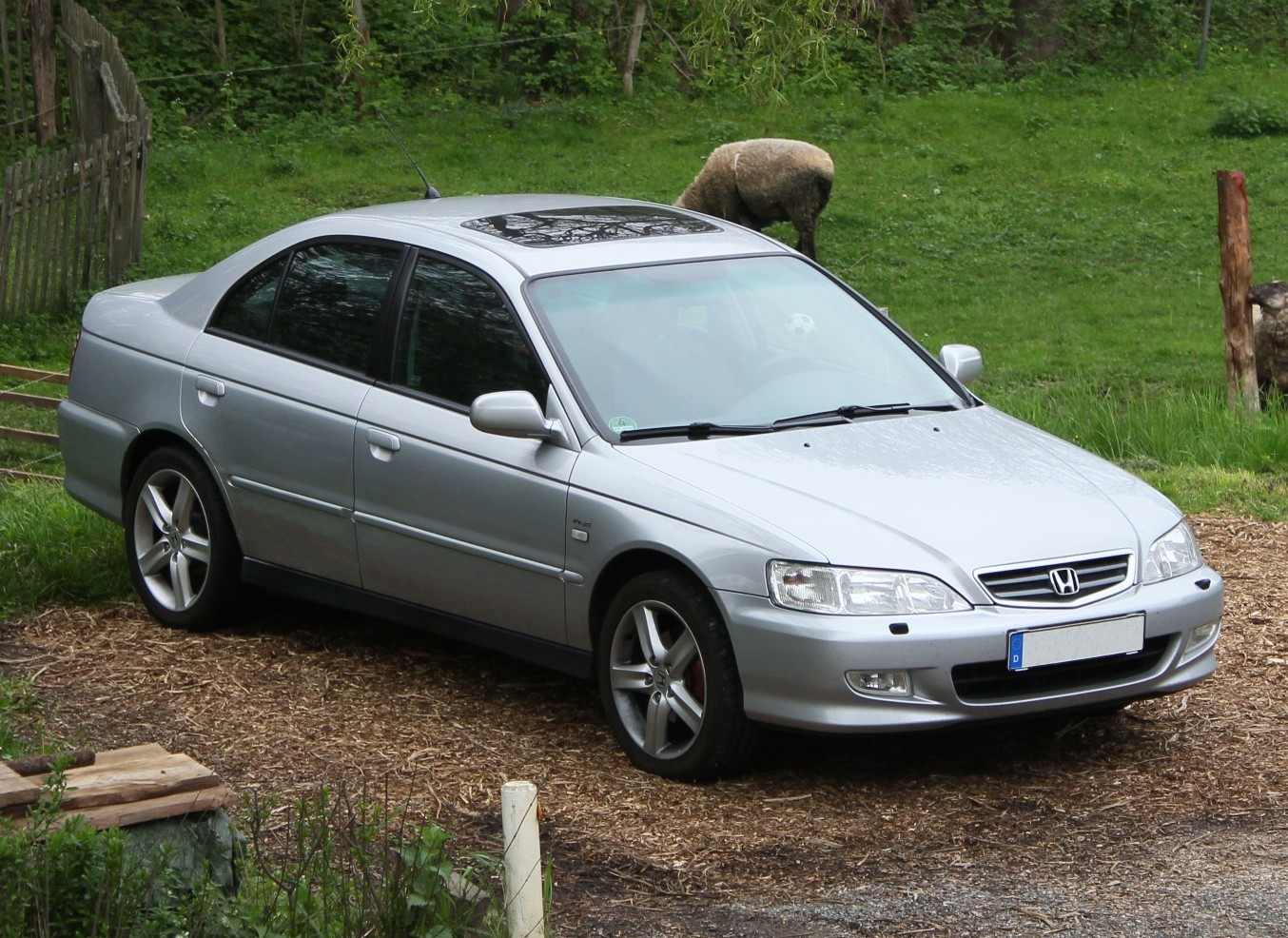
6. Generation (1998–2002)
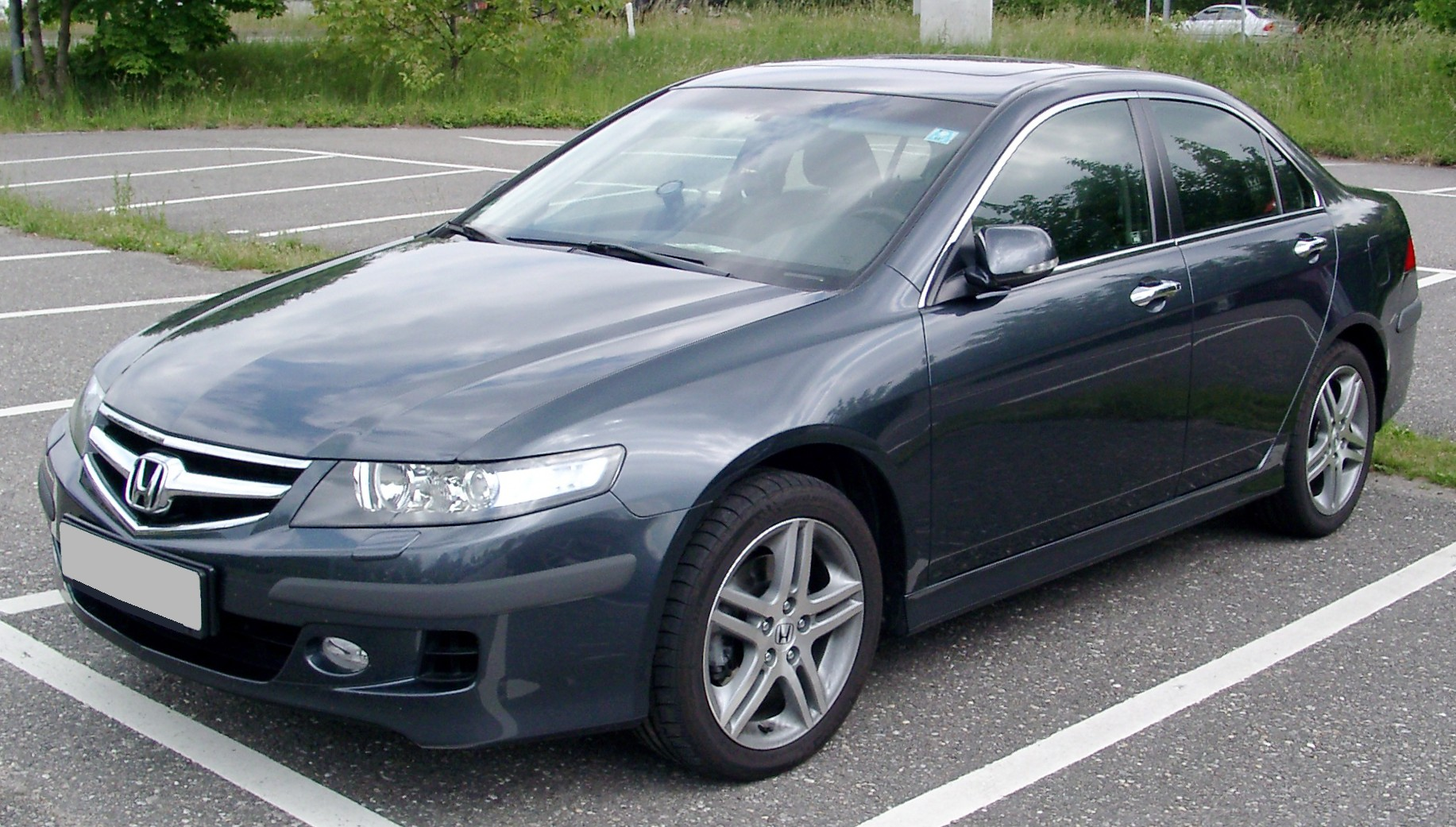
7. Generation (2002–2008)
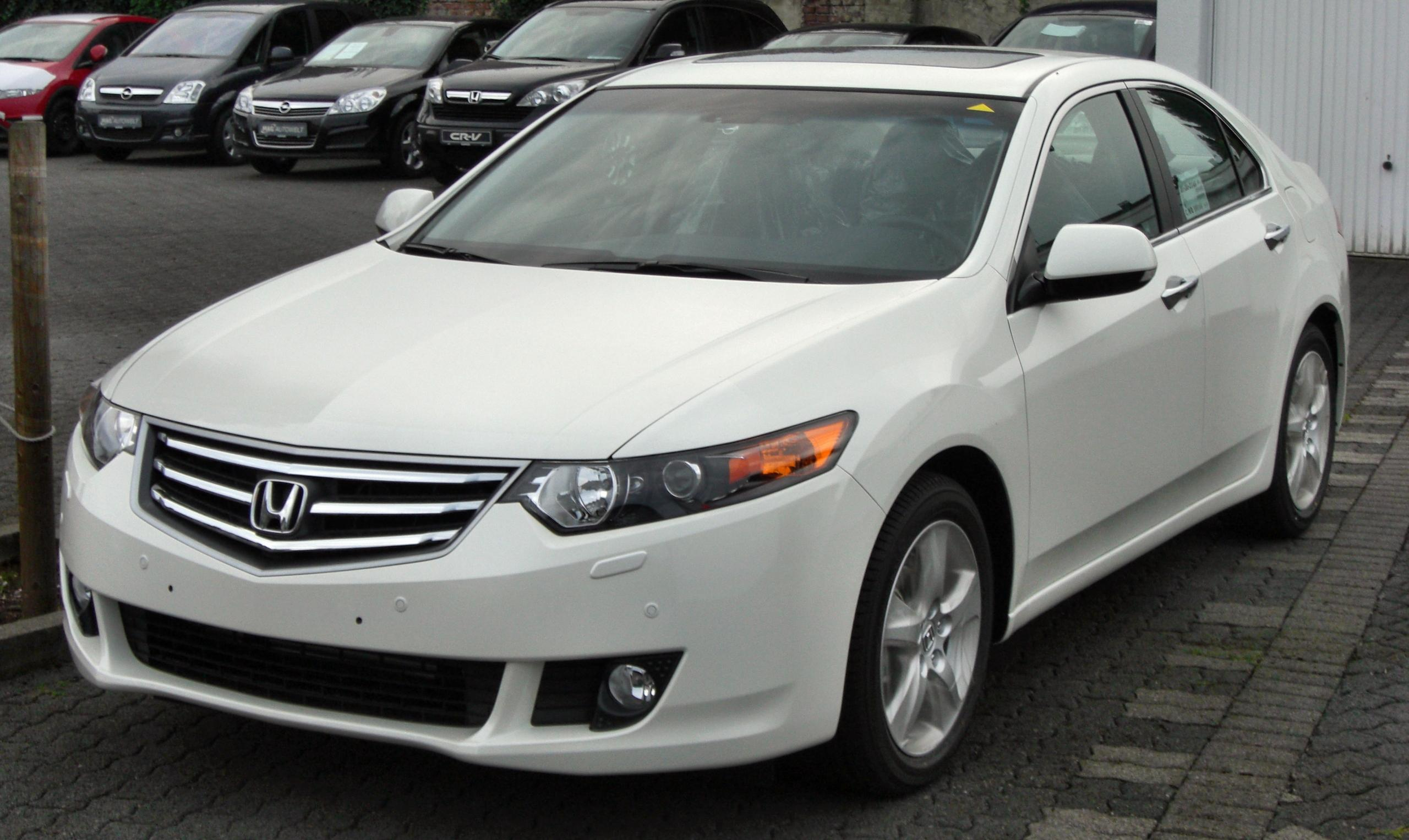
8. Generation (2008–2015)
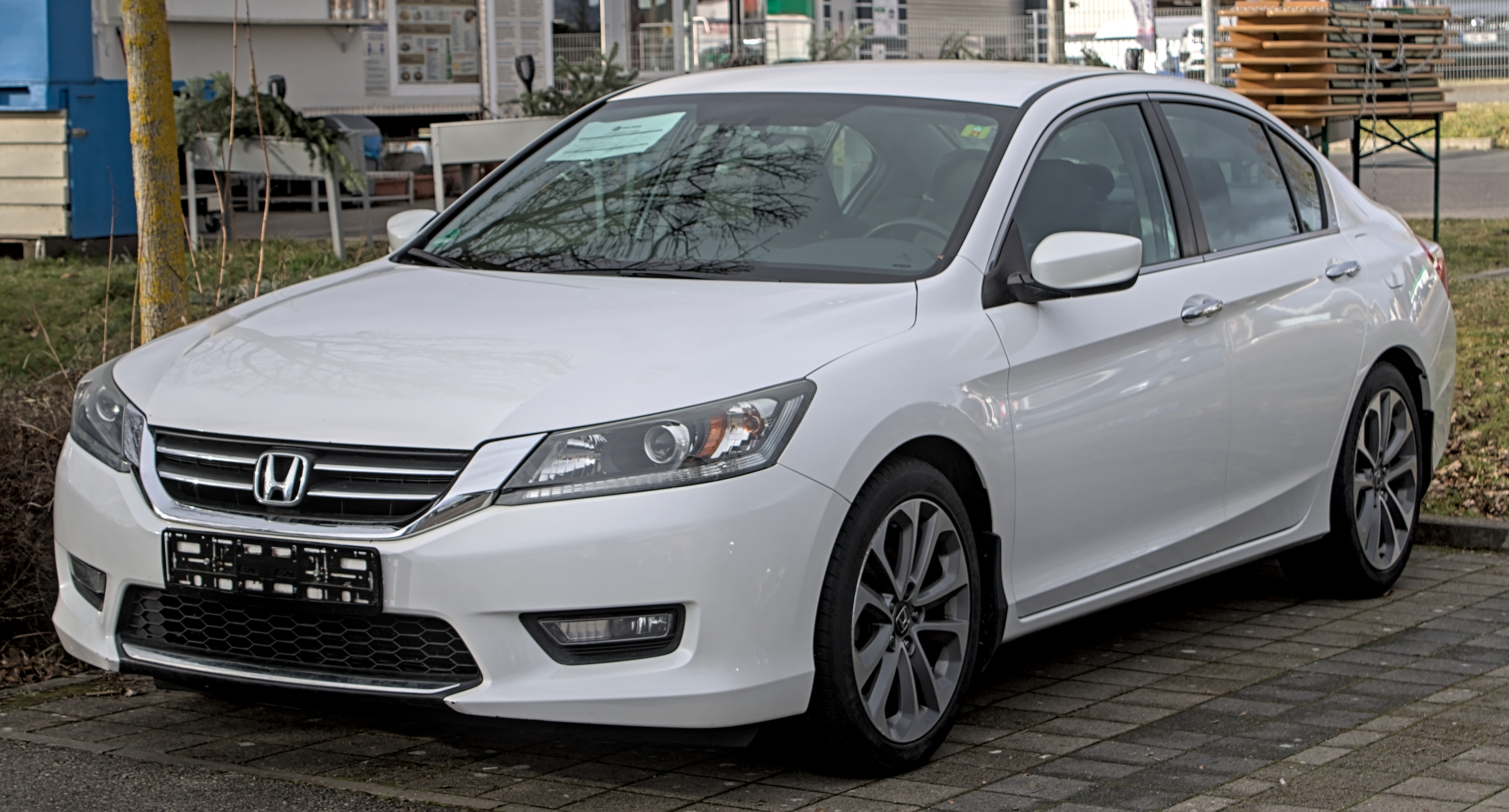
9. Generation (2012–2019)
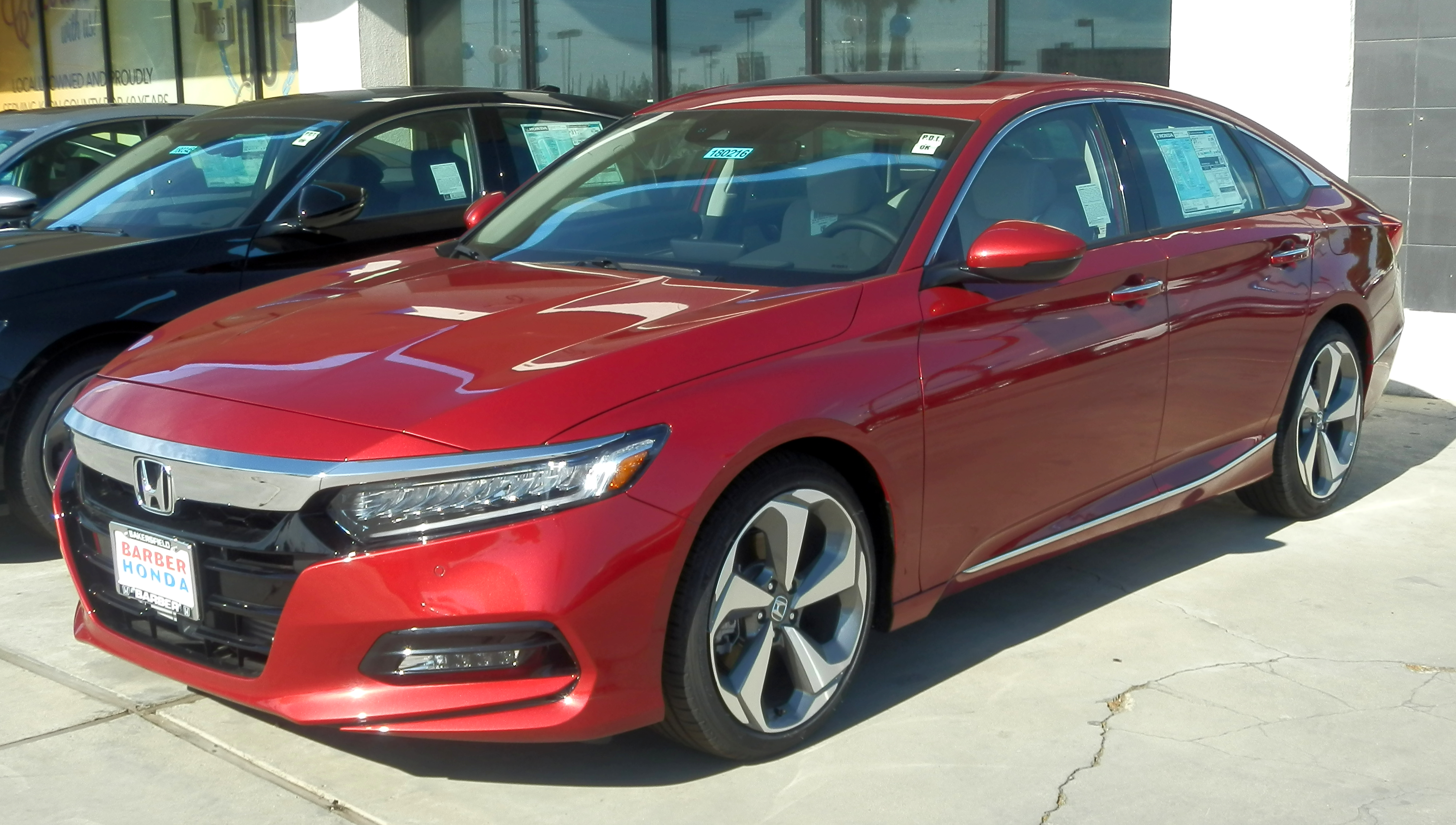
10. Generation (2017–2024)
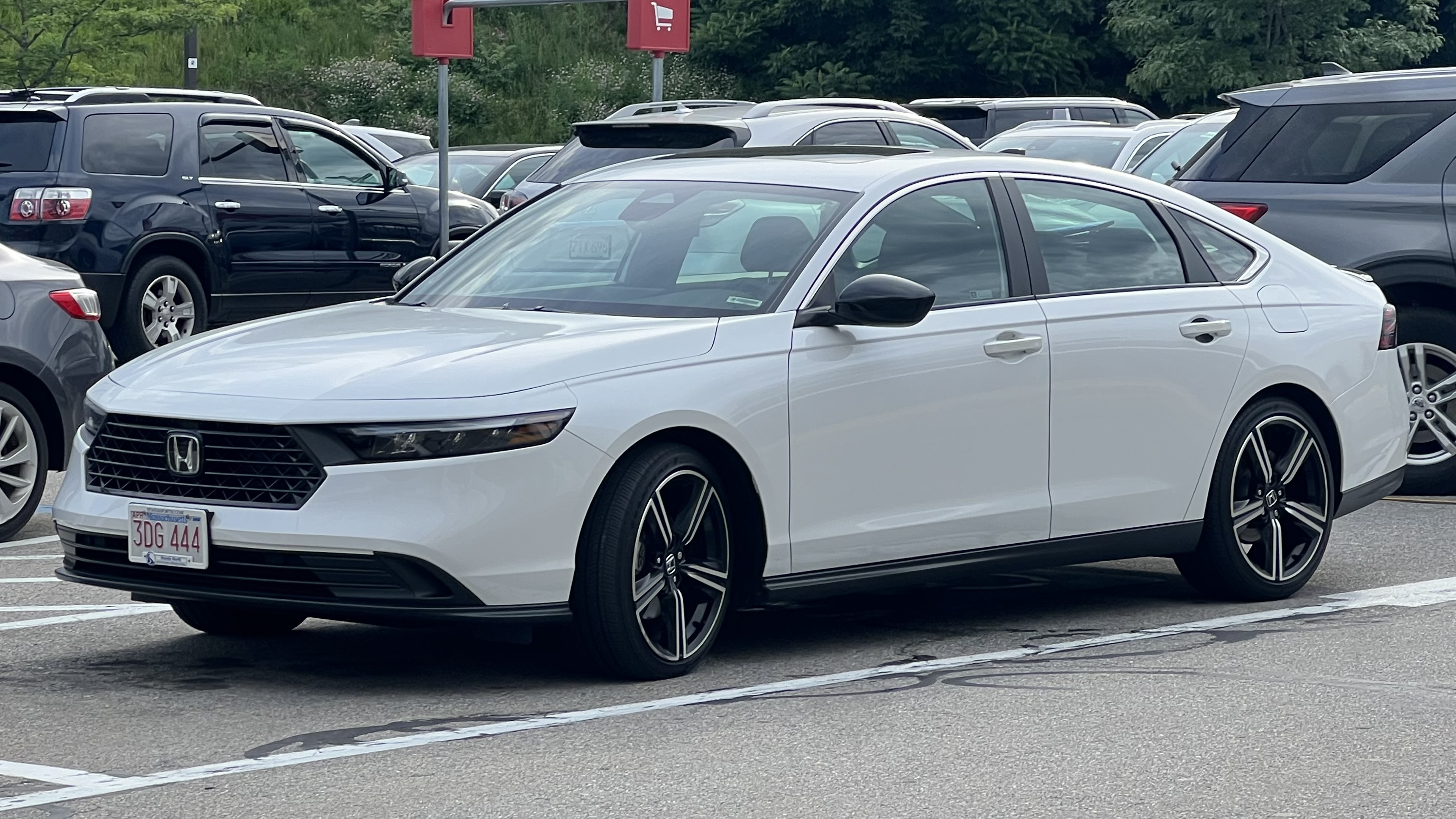
11. Generation (seit 2023)

## Variationen

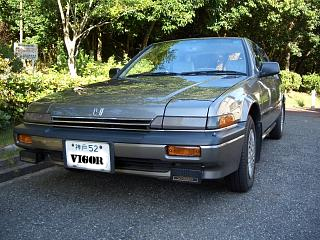
Honda Vigor (1981–1995, drei Generationen)
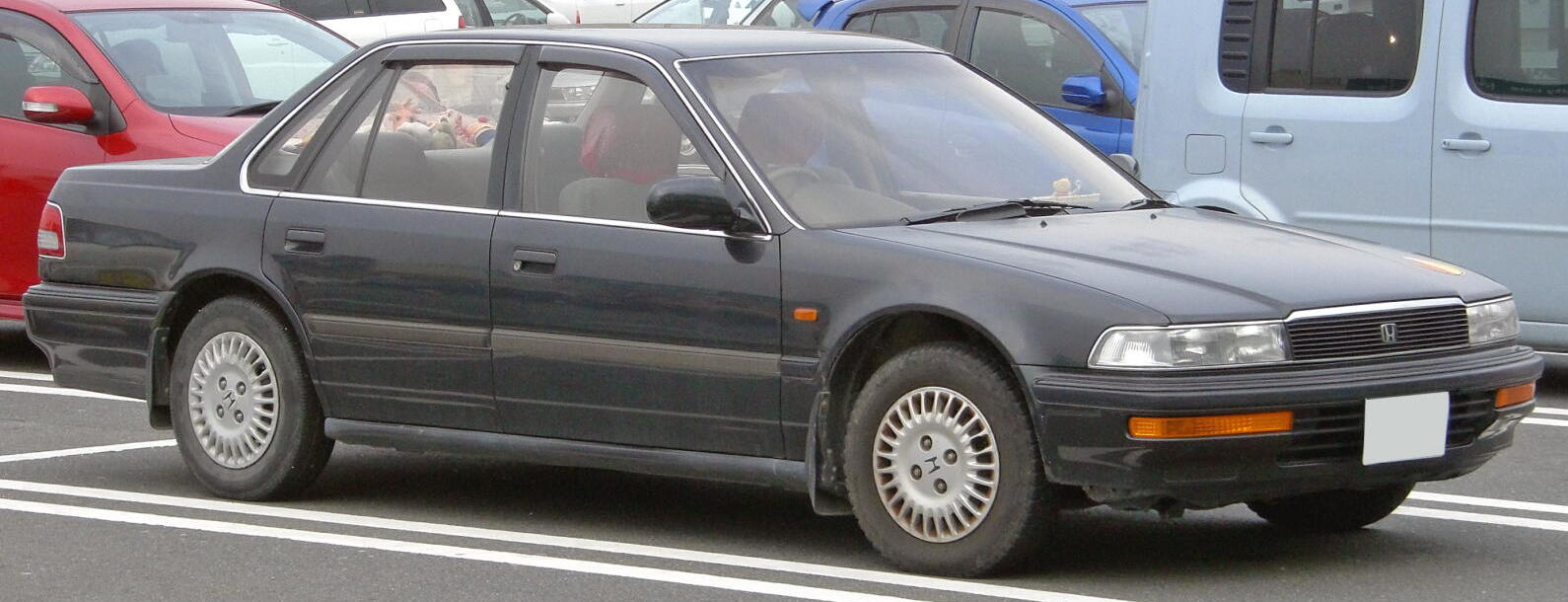
Honda Ascot (1989–1997, zwei Generationen)
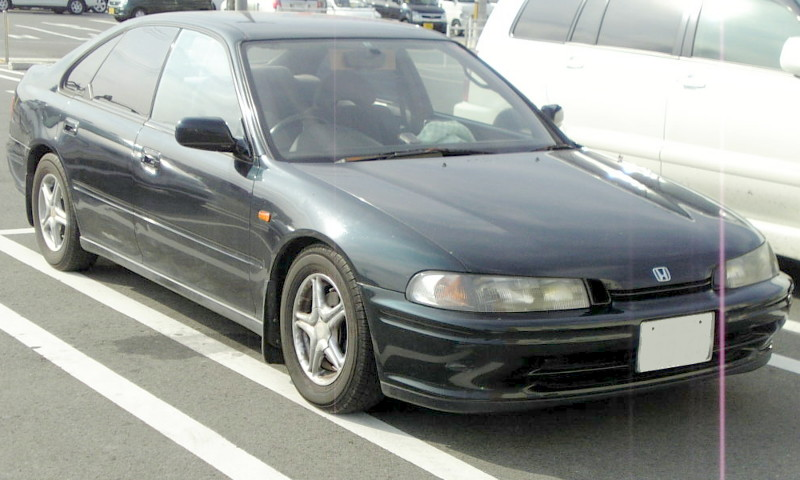
Honda Ascot Innova (1992–1996)
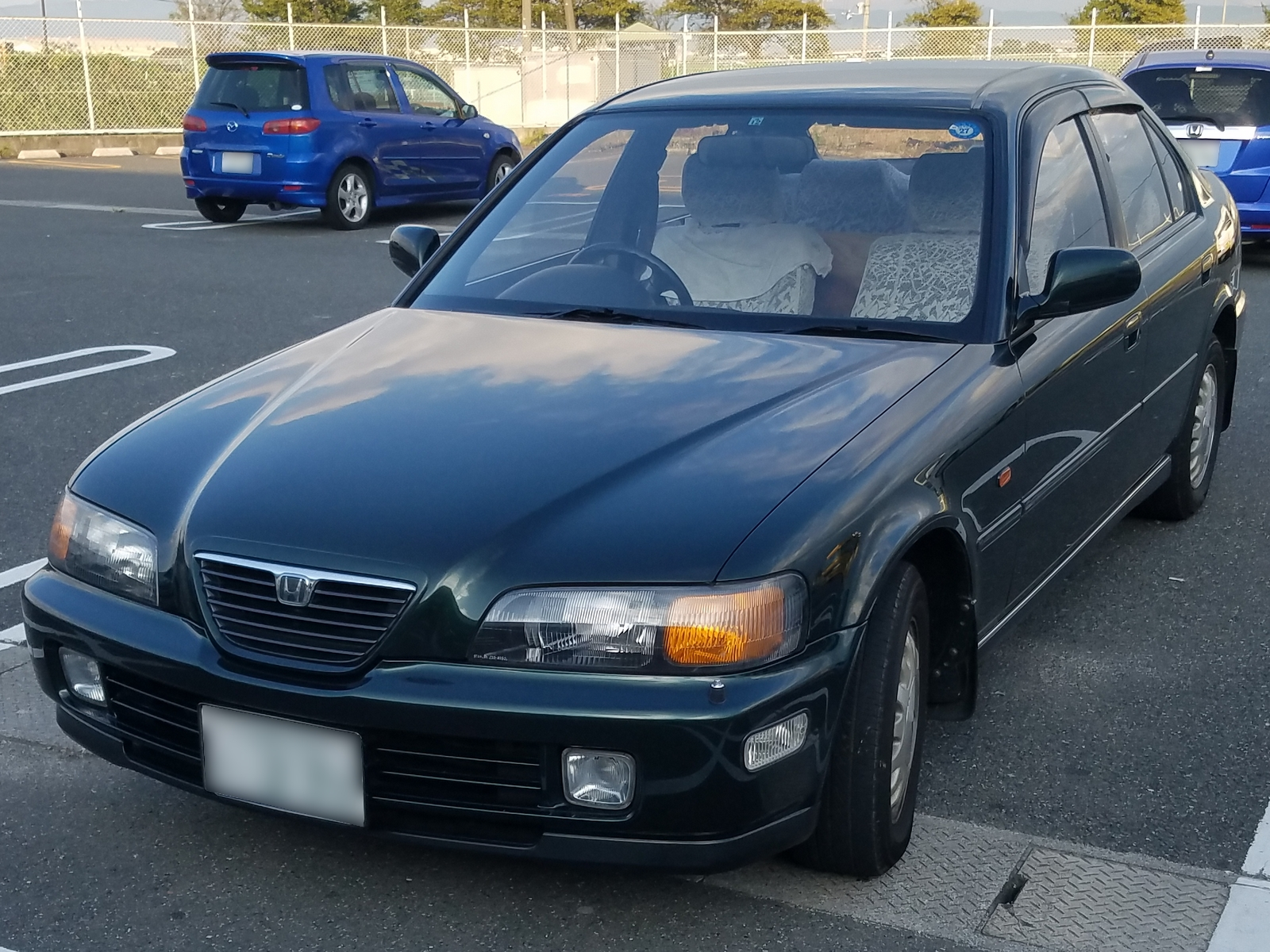
Honda Rafaga (1993–1997)
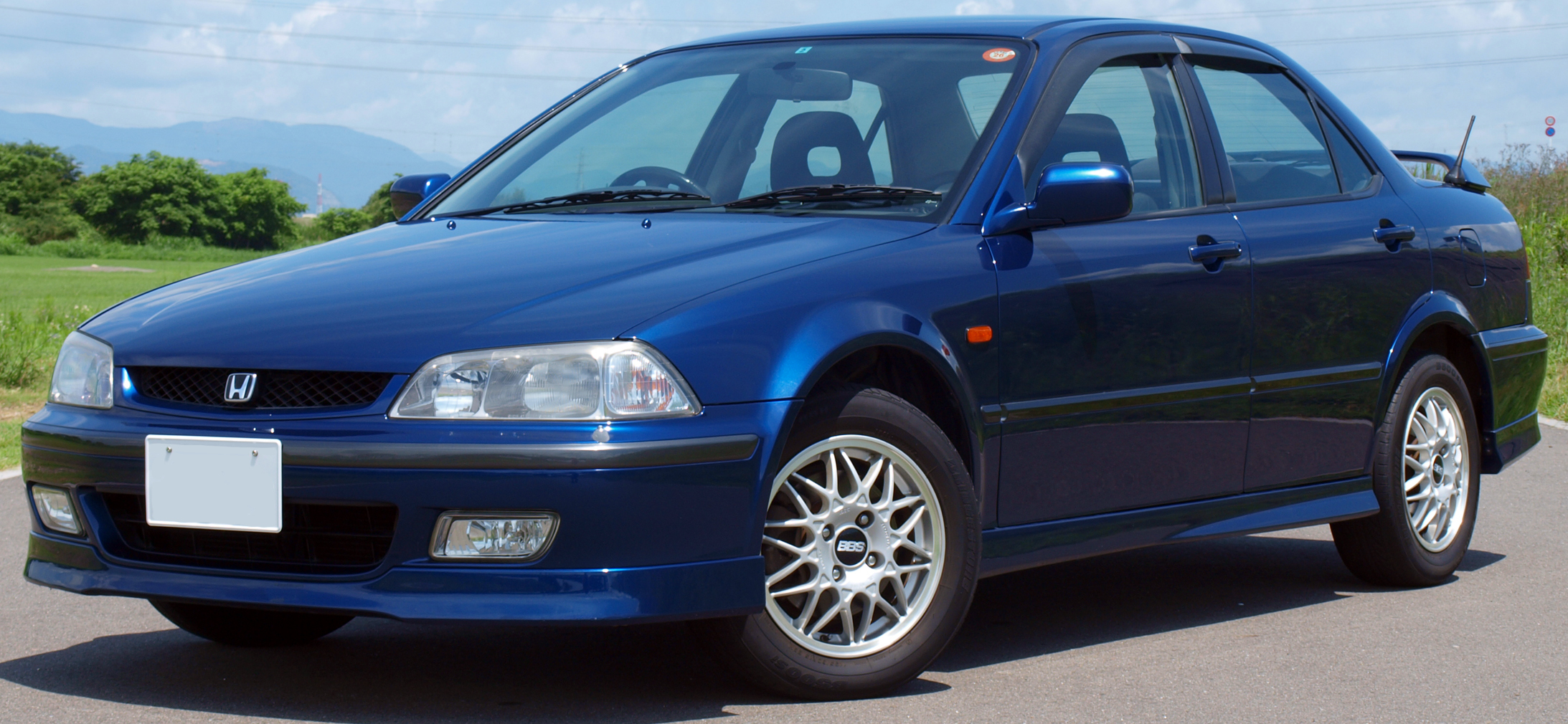
Honda Torneo (1997–2002)
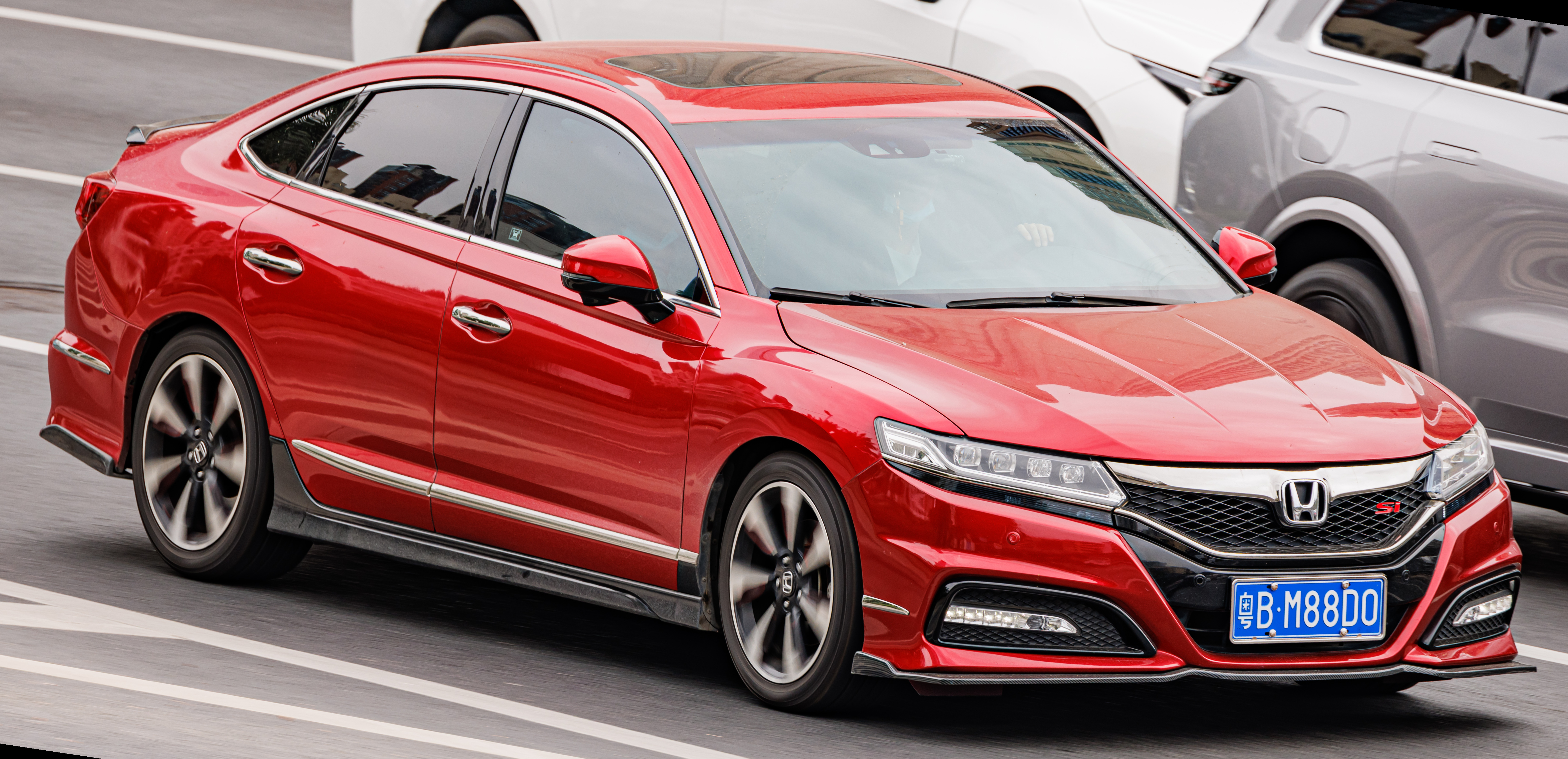
Honda Spirior (2008–2018)